# Evangelische Pfarrkirche (Offenthal)

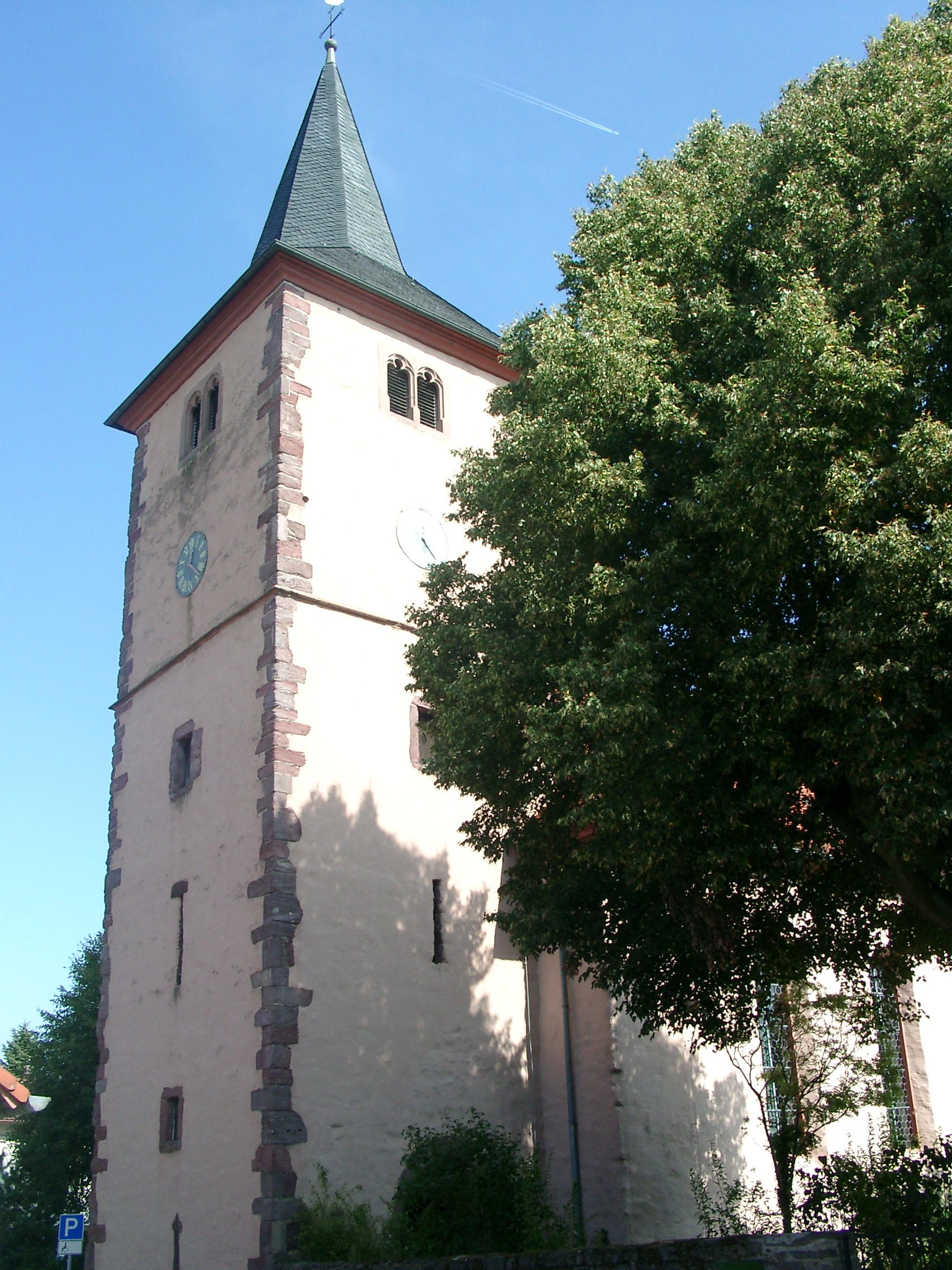
Evangelische Pfarrkirche in Offenthal

Die Evangelische Kirche ist ein denkmalgeschütztes Kirchengebäude in Offenthal, einem Stadtteil der Gemeinde Dreieich im Landkreis Offenbach in Hessen. Die Kirchengemeinde gehört zum Dekanat Dreieich-Rodgau in der Propstei Starkenburg der Evangelischen Kirche in Hessen und Nassau.

## Beschreibung
Mit dem Bau der gotischen Saalkirche wurde um das Jahr 1400 begonnen. An ihrer Stelle befand sich bis zum Ende des 14. Jahrhunderts eine kleine Kapelle, die nach einer Überlieferung von Anna von Falkenstein gestiftet wurde. Der quadratische, mit einem schiefergedeckten, achtseitigen, spitzen Helm bedeckte Kirchturm im Westen wurde um 1490 errichtet. Sein oberstes Geschoss beherbergt die Turmuhr und hinter den als Biforien gestalteten Klangarkaden den Glockenstuhl. Der eingezogene Chor im Osten des Kirchenschiffs ist dreiseitig abgeschlossen. An seiner Nordseite wurde am Ende des 15. Jahrhunderts, fluchtend mit einem Strebepfeiler, eine Kapelle angebaut, die innen mit einem Sterngewölbe überspannt ist. Die gotische Kirche wurde 1770 nach einem Unwetter barock umgebaut. Die Maßwerkfenster wurden durch Bogenfenster, das Gewölbe durch eine Flachdecke ersetzt.
Der Innenraum erhielt Emporen an drei Seiten. Die Kanzel steht hinter dem Altar. Ihr Schalldeckel ist an der Empore befestigt, auf der die Orgel steht, die Gottlieb Dietz gebaut hat. Außer der Kirchenausstattung aus der Zeit von 1770 sind das Sakramentshaus aus dem 15. Jahrhundert und der Opferstock von 1682 erhalten.